# ستيف بريستون
ستيف بريستون (بالإنجليزية: Steve Preston)‏ (و. 1960 – م) هو سياسي من الولايات المتحدة الأمريكية ولد في جاينسفيل، ويسكنسن.
وهو عضو في الحزب الجمهوري .

## التعليم
تعلم في جامعة نورث وسترن في، وجامعة شيكاغو.